# Arius taylori
Arius taylori là một loài cá trong họ Ariidae. Nó được tìm thấy ở Indonesia và Papua New Guinea.